# Hispa
Hispa is een geslacht van kevers uit de familie bladkevers (Chrysomelidae).
De wetenschappelijke naam van het geslacht werd in 1767 gepubliceerd door Linnaeus.

## Soorten
- Hispa atra (Linnaeus, 1767)
- Hispa brachycera (Gestro, 1897)
- Hispa nigrina Dohrn Tennent, 1868
- Hispa ramosa (Gyllenhaal, 1817)
- Hispa stygia (Chapuis, 1877)
- Hispa tarsata Swietojanska, 2001
- Hispa waiensis (Borowiec & Swietojanska, 2007)
- Hispa walkeri Baly Tennent, 1868